# 이규성 (정치인)
이규성(李揆成, 1939년 1월 11일 ~ )은 충청남도 논산시에서 태어난 대한민국의 경제관료이다. 재무부 장관과 대한민국 재정경제부 장관을 역임했다.

## 경력
대전고와 서울대 경제학과를 졸업하였다. 1960년 제12회 고등고시 행정과에 합격하였고,1988~1990 제33대 재무부 장관과 1998~1999 제1대 재정경제부 장관을 지냈다. 공직에서 퇴직 후, 한국과학기술원 테크노경영대학원 겸직교수와 코람코 자산신탁 회장으로 활동하고 있다.